# Gorseinon
Gorseinon är en stad och community i kommunen Swansea i södra Wales. Vid folkräkningen 2011 hade den 8 693 invånare. 
Gorseinon var en liten ort till slutet av 1800-talet, då gruvindustrin gav en stark tillväxt. Grannorten Loughor har praktiskt taget blivit en förort till Gorseinon.
Staden var värdort för det nationella Eisteddfod år 1980.

## Utbildning
Penyrheol Comprehensive School är där 90% av 11-16-åringarna går i skola. Skolans huvudbyggnad blev förstörd i en brand, troligtvis mordbrand, år 2006. Dessutom har staden Gorseinon College, ett college som erbjuder fortsatt utbildning och vuxenutbildning.